# Ribes giraldii
Ribes giraldii är en ripsväxtart som beskrevs av Eduard von Glinka Janczewski. Ribes giraldii ingår i släktet ripsar, och familjen ripsväxter.

## Underarter
Arten delas in i följande underarter:
- R. g. cuneatum
- R. g. polyanthum